# Comté de Los Angeles
Le comté de Los Angeles est un comté de l'État de Californie, aux États-Unis. Situé en Californie du Sud, sa population est de 9 663 345 habitants en 2023. C'est le comté le plus peuplé des États-Unis, et son nombre d'habitants est supérieur à celui de 43 États. Son chef-lieu est Los Angeles.

## Géographie
Le comté a une superficie de 10 518 km2, et est situé le long de l'océan Pacifique. La côte, longeant l'océan sur une centaine de kilomètres, et le bassin de Los Angeles, constituent une grande partie de l'aire urbaine du Grand Los Angeles et regroupent la majeure partie de la population. C'est une région très urbanisée caractérisée par un très fort étalement urbain, divisée en plusieurs régions : à l'est se trouvent East Los Angeles et la Vallée de San Gabriel, à l'ouest West Los Angeles et les Beach Cities ; au nord les vallées de San Fernando, Antelope et Santa Clarita, et au sud les régions de South Bay, la Péninsule de Palos Verdes, South Central Los Angeles, et les Gateway Cities. La région centrale est occupée par Downtown Los Angeles, South Central Los Angeles et Mid-Wilshire. Les fleuves et rivières qui l'alimentent sont le Los Angeles, le Río Hondo, le San Gabriel et le Santa Clara.
Les terres intérieures désertiques qui représentent 40 % de la superficie du comté sont quant à elles beaucoup moins peuplées. Les San Gabriel Mountains et la Forêt nationale d'Angeles les séparent de la côte. Parmi les Channel Islands de la côte, l'île Santa Catalina au nord, et l'île San Clemente plus au sud situées approximativement à 30 et 80 km du continent, appartiennent au comté.
Au total, le comté comprend 88 municipalités et 136 secteurs non incorporés. Il est limitrophe des comtés de Ventura à l'ouest, Kern au nord, San Bernardino à l'est et Orange au sud-est.

### Comtés limitrophes

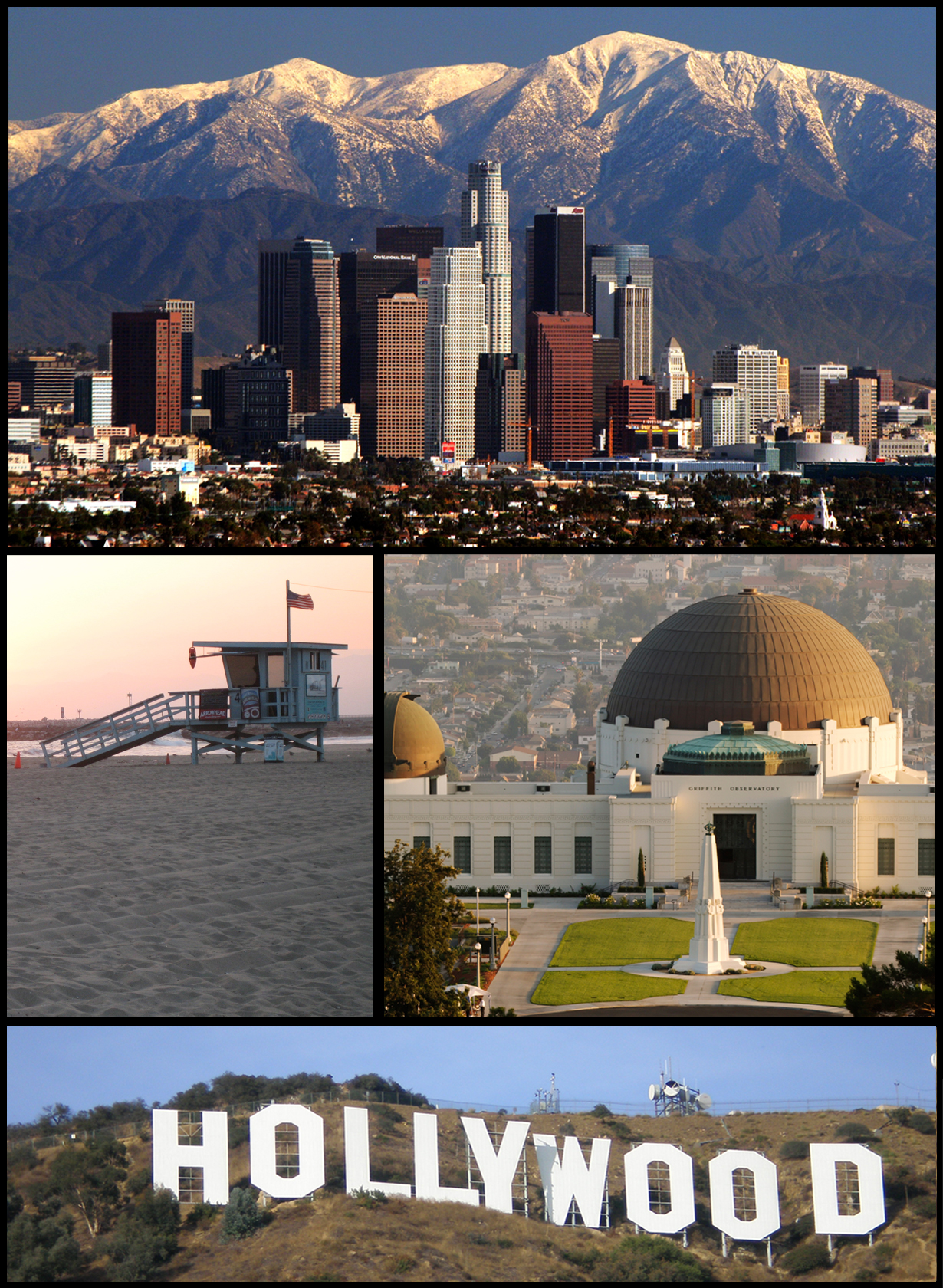
Quelques paysages du comté.

| Los Angeles Ventura Kern San Bernardino Orange Océan Pacifique |

### Municipalités
Le tableau suivant dresse une liste des 88 municipalités du comté bénéficiant d'une incorporation.
| Ville                 | Incorporation      | Population (2010) | Superficie (km2) | Densité (hab./km2) |
| --------------------- | ------------------ | ----------------- | ---------------- | ------------------ |
| Agoura Hills          | 8 décembre 1982    | +0020 330,        | +0020,3          | +1 003,            |
| Alhambra              | 11 juillet 1903    | +0083 089,        | +0019,8          | +4 204,            |
| Arcadia               | 5 août 1903        | +0056 364,        | +0028,8          | +1 955,            |
| Artesia               | 29 mai 1959        | +0016 522,        | +0004,2          | +3 937,            |
| Avalon                | 26 juin 1913       | +0003 728,        | +0007,6          | +0490,             |
| Azusa                 | 29 décembre 1898   | +0046 361,        | +0025,           | +1 851,            |
| Baldwin Park          | 25 janvier 1956    | +0075 390,        | +0017,6          | +4 290,            |
| Bell                  | 7 novembre 1927    | +0035 477,        | +0006,8          | +5 230,            |
| Bell Gardens          | 1er août 1961      | +0042 072,        | +0006,4          | +6 595,            |
| Bellflower            | 3 septembre 1957   | +0076 616,        | +0016,           | +4 794,            |
| Beverly Hills         | 22 octobre 1906    | +0034 109,        | +0014,8          | +2 306,            |
| Bradbury              | 26 juillet 1957    | +0001 048,        | +0005,1          | +0207,             |
| Burbank               | 8 juillet 1911     | +0103 340,        | +0045,           | +2 296,            |
| Calabasas             | 5 avril 1991       | +0023 058,        | +0034,4          | +0670,             |
| Carson                | 20 février 1968    | +0091 714,        | +0049,1          | +1 867,            |
| Cerritos              | 24 avril 1956      | +0049 041,        | +0022,9          | +2 138,            |
| Claremont             | 3 octobre 1907     | +0034 926,        | +0034,9          | +1 000,            |
| Commerce              | 28 janvier 1960    | +0012 823,        | +0016,9          | +0757,             |
| Compton               | 11 mai 1888        | +0096 455,        | +0026,2          | +3 681,            |
| Covina                | 14 août 1901       | +0047 796,        | +0018,2          | +2 621,            |
| Cudahy                | 10 novembre 1960   | +0023 805,        | +0003,2          | +7 498,            |
| Culver City           | 20 septembre 1917  | +0038 883,        | +0013,3          | +2 921,            |
| Diamond Bar           | 18 avril 1989      | +0055 544,        | +0038,6          | +1 441,            |
| Downey                | 17 décembre 1956   | +0111 772,        | +0032,6          | +3 434,            |
| Duarte                | 22 août 1957       | +0021 321,        | +0017,3          | +1 230,            |
| El Monte              | 18 novembre 1912   | +0113 475,        | +0025,           | +4 541,            |
| El Segundo            | 18 janvier 1917    | +0016 654,        | +0014,2          | +1 177,            |
| Gardena               | 11 septembre 1930  | +0058 829,        | +0015,2          | +3 873,            |
| Glendale              | 15 février 1906    | +0191 719,        | +0079,2          | +2 420,            |
| Glendora              | 13 novembre 1911   | +0050 073,        | +0050,7          | +0989,             |
| Hawaiian Gardens      | 14 avril 1964      | +0014 254,        | +0002,5          | +5 755,            |
| Hawthorne             | 12 juillet 1922    | +0084 293,        | +0015,8          | +5 342,            |
| Hermosa Beach         | 10 janvier 1907    | +0019 506,        | +0003,7          | +5 279,            |
| Hidden Hills          | 19 octobre 1961    | +0001 856,        | +0004,4          | +0424,             |
| Huntington Park       | 1er septembre 1906 | +0058 114,        | +0007,8          | +7 440,            |
| Industry              | 18 juin 1957       | +0 000219,        | +0031,2          | +0007,             |
| Inglewood             | 14 février 1908    | +0109 673,        | +0023,5          | +4 657,            |
| Irwindale             | 6 août 1957        | +0001 422,        | +0024,9          | +0057,             |
| La Cañada Flintridge  | 8 décembre 1976    | +0020 246,        | +0022,4          | +0904,             |
| La Habra Heights      | 4 décembre 1978    | +0005 325,        | +0016,           | +0334,             |
| La Mirada             | 23 mars 1960       | +0048 527,        | +0020,4          | +2 385,            |
| La Puente             | 1er août 1956      | +0039 816,        | +0009,           | +4 418,            |
| La Verne              | 11 septembre 1906  | +0031 063,        | +0022,2          | +1 401,            |
| Lakewood              | 16 avril 1954      | +0080 048,        | +0024,5          | +3 265,            |
| Lancaster             | 22 novembre 1977   | +0156 633,        | +0244,9          | +0640,             |
| Lawndale              | 28 décembre 1959   | +0032 769,        | +0005,1          | +6 409,            |
| Lomita                | 30 juin 1964       | +0020 256,        | +0004,9          | +4 093,            |
| Long Beach            | 13 décembre 1897   | +0462 257,        | +0133,2          | +3 470,            |
| Los Angeles           | 4 avril 1850       | +3 792 621,       | +1 302,          | +2 913,            |
| Lynwood               | 16 juillet 1921    | +0069 772,        | +0012,5          | +5 566,            |
| Malibu                | 28 mars 1991       | +0012 645,        | +0051,4          | +0246,             |
| Manhattan Beach       | 7 décembre 1912    | +0035 135,        | +0010,2          | +3 442,            |
| Maywood               | 2 septembre 1924   | +0027 395,        | +0003,1          | +8 976,            |
| Monrovia              | 15 décembre 1887   | +0036 590,        | +0035,5          | +1 030,            |
| Montebello            | 15 octobre 1920    | +0062 500,        | +0021,7          | +2 882,            |
| Monterey Park         | 29 mai 1916        | +0060 269,        | +0020,           | +3 009,            |
| Norwalk               | 26 août 1957       | +0105 549,        | +0025,2          | +4 181,            |
| Palmdale              | 24 août 1962       | +0152 750,        | +0275,1          | +0555,             |
| Palos Verdes Estates  | 20 décembre 1939   | +0013 438,        | +0012,4          | +1 087,            |
| Paramount             | 30 janvier 1957    | +0054 098,        | +0012,5          | +4 315,            |
| Pasadena              | 19 juin 1886       | +0137 122,        | +0059,9          | +2 289,            |
| Pico Rivera           | 29 janvier 1958    | +0062 942,        | +0023,           | +2 736,            |
| Pomona                | 6 janvier 1888     | +0149 058,        | +0059,5          | +2 506,            |
| Rancho Palos Verdes   | 7 septembre 1973   | +0041 643,        | +0034,9          | +1 194,            |
| Redondo Beach         | 29 avril 1892      | +0066 748,        | +0016,1          | +4 151,            |
| Rolling Hills         | 18 septembre 1957  | +0001 860,        | +0007,7          | +0240,             |
| Rolling Hills Estates | 24 janvier 1957    | +0008 067,        | +0009,4          | +0862,             |
| Rosemead              | 4 août 1959        | +0053 764,        | +0013,4          | +4 010,            |
| San Dimas             | 4 août 1960        | +0033 371,        | +0040,           | +0835,             |
| San Fernando          | 31 août 1911       | +0023 645,        | +0006,1          | +3 845,            |
| San Gabriel           | 24 avril 1913      | +0039 718,        | +0010,7          | +3 700,            |
| San Marino            | 25 avril 1913      | +0013 147,        | +0009,8          | +1 345,            |
| Santa Clarita         | 15 décembre 1987   | +0176 320,        | +0161,           | +1 095,            |
| Santa Fe Springs      | 15 mai 1957        | +0016 223,        | +0023,1          | +0703,             |
| Santa Monica          | 9 décembre 1886    | +0089 736,        | +0021,8          | +4 116,            |
| Sierra Madre          | 7 février 1907     | +0010 917,        | +0007,7          | +1 425,            |
| Signal Hill           | 22 avril 1924      | +0011 016,        | +0005,7          | +1 942,            |
| South El Monte        | 30 juillet 1958    | +0020 116,        | +0007,4          | +2 726,            |
| South Gate            | 15 janvier 1923    | +0094 396,        | +0019,           | +4 957,            |
| South Pasadena        | 29 février 1888    | +0025 619,        | +0008,9          | +2 894,            |
| Temple City           | 25 mai 1960        | +0035 558,        | +0010,4          | +3 428,            |
| Torrance              | 12 mai 1921        | +0145 438,        | +0053,2          | +2 732,            |
| Vernon                | 22 septembre 1905  | +0 000112,        | +0013,4          | +0008,             |
| Walnut                | 19 janvier 1959    | +0029 172,        | +0023,3          | +1 252,            |
| West Covina           | 17 février 1923    | +0106 098,        | +0041,7          | +2 546,            |
| West Hollywood        | 29 novembre 1984   | +0034 399,        | +0004,9          | +7 037,            |
| Westlake Village      | 11 décembre 1981   | +0008 270,        | +0014,3          | +0580,             |
| Whittier              | 28 février 1898    | +0085 331,        | +0037,           | +2 306,            |

## Démographie

Pyramide des âges.

Selon le recensement de 2000 du Bureau du recensement des États-Unis, il y a 9 519 338 habitants dans le comté, 3 133 774 ménages et 2 137 233 familles. Sa densité de population est de 905 hab./km2. 48,71 % de la population s'est identifié comme blanche, 9,78 % afro-américaine, 0,81 % amérindienne, 11,95 % d'origine asiatique, 0,28 % originaire des îles du Pacifique, 23,53 % d'un autre groupe ethnique, 4,94 % de deux ou plus groupes ethniques. 44,56 % de la population est hispanique (notion qui ne préjuge d'aucun groupe ethnique). 31,1 % de la population est Anglo, c’est-à-dire blanche et non-hispanique.
Parmi les 3 133 774 foyers, 36,8 % comptaient un ou des enfants de moins de 18 ans, 47,6 % étaient des couples mariés vivant ensemble, 14,7 % avaient un chef de famille féminin sans mari, et 31,8 % étaient des foyers non familiaux. 24,6 % des foyers étaient constitués d'un individu vivant seul et 7,1 % d'un individu seul de 65 ou plus. Le nombre moyen de personnes par foyer était de 2,98 et la famille moyenne comptait 3,61 membres. 28 % des habitants avaient moins de 18 ans, 10,3 % entre 18 et 24 ans, 32,6 % de 25 à 44 ans, 19,4 % de 45 à 64 ans et 9,7 % 65 ans ou plus. L'âge moyen était de 32 ans.
En janvier 2008, la population était de 10 363 850 (à peu près 27 % de la population totale de la Californie) ; c'est une augmentation de 8,1 % depuis 2000.
| Groupe                           | Comté de Los Angeles | Californie | États-Unis |
| -------------------------------- | -------------------- | ---------- | ---------- |
| Blancs                           | 50,3                 | 57,6       | 72,4       |
| Autres                           | 21,8                 | 17,0       | 6,2        |
| Asiatiques                       | 13,7                 | 13,1       | 4,8        |
| Afro-Américains                  | 8,7                  | 6,2        | 12,6       |
| Métis                            | 4,5                  | 4,9        | 2,9        |
| Amérindiens                      | 0,7                  | 1,0        | 0,9        |
| Océaniens                        | 0,3                  | 0,4        | 0,2        |
| Total                            | 100                  | 100        | 100        |
|                                  |                      |            |            |
| Hispaniques et Latino-Américains | 47,7                 | 37,6       | 16,7       |

### Langues
Selon l'American Community Survey, en 2010 43,59 % de la population âgée de plus de 5 ans déclare parler l'anglais à la maison, 39,38 % déclare parler l'espagnol, 3,64 % le chinois, 2,46 le tagalog, 2,02 % le coréen, 1,70 % l'arménien, 0,82 % le vietnamien, 0,80 % le persan, 0,63 % le japonais, 0,52 % le russe, et 4,44 % une autre langue.
| 1850  | 1860   | 1870   | 1880   | 1890    | 1900    |
| ----- | ------ | ------ | ------ | ------- | ------- |
| 3 530 | 11 333 | 15 309 | 33 381 | 101 454 | 170 298 |

| 1910    | 1920    | 1930      | 1940      | 1950      | 1960      |
| ------- | ------- | --------- | --------- | --------- | --------- |
| 504 131 | 936 455 | 2 208 492 | 2 785 643 | 4 151 687 | 6 038 771 |

| 1970      | 1980      | 1990      | 2000      | 2010      | 2020       |
| --------- | --------- | --------- | --------- | --------- | ---------- |
| 7 041 980 | 7 477 421 | 8 863 164 | 9 519 338 | 9 818 605 | 10 014 009 |

En 2025, plus de 3,4 millions de personnes d’origine mexicaine ou nées au Mexique vivent dans le comté, soit plus que dans tout autre comté américain.

## Politique
| Élection | Démocrates | Républicains | Autres |
| -------- | ---------- | ------------ | ------ |
| 1984     | 44,4 %     | 54,5 %       | 1,1 %  |
| 1988     | 51,9 %     | 46,9 %       | 1,2 %  |
| 1992     | 52,5 %     | 29,0 %       | 18,4 % |
| 1996     | 59,3 %     | 31,0 %       | 9,7 %  |
| 2000     | 63,5 %     | 32,4 %       | 4,2 %  |
| 2004     | 63,2 %     | 35,6 %       | 1,2 %  |
| 2008     | 69,2 %     | 28,8 %       | 2,0 %  |
| 2012     | 69,7 %     | 27,8 %       | 2,5 %  |
| 2016     | 71,8 %     | 22,4 %       | 5,8 %  |
| 2020     | 71,03 %    | 26,8 %       | 2,1 %  |

Le comté est gouverné par un conseil appelé le Los Angeles County Board of Supervisors, dont les cinq membres sont élus par les habitants du comté. Du fait de la taille du comté, les membres représentent chacun environ 2 millions de personnes. Ils disposent des compétences à la fois législative et exécutive mais également dans le domaine judiciaire. En tant qu'autorité législative, le conseil peut faire passer des lois sur les territoires non incorporés (qui affectent le comté entier). En tant que corps exécutif, il régit les différentes agences qui composent son administration.
Les services administratifs sont répartis en plusieurs « départements » que l'on peut considérer comme de véritables ministères vu l'importance du comté. Chacun s'occupe d'un domaine spécifique comme le Los Angeles County Department of Beaches and Harbors, le Los Angeles County Fire Department ou le Los Angeles County Department of Health Services. La Los Angeles County Metropolitan Transportation Authority, malgré son nom, ne fait pas partie de cette institution et constitue une commission mandatée par l'État au niveau du comté. De même, la Cour supérieur de Los Angeles, qui couvre le comté en sa totalité, est une division du système judiciaire étatique, elle n'est donc pas de la responsabilité du comté.

## Économie
Les principales industries installées dans le comté sont le cinéma, la télévision, l'aérospatiale, l'enregistrement et la production de musique, les activités portuaires, à Long Beach par exemple.
Alors que la ville de Los Angeles est communément associée à l'industrie du divertissement, la plupart des grands studios, excepté Paramount Pictures, sont situés à l'extérieur de ses limites, dans d'autres villes du comté comme Culver City, Burbank et Glendale.
De nombreuses sociétés ont leur siège social à Los Angeles, mais de nombreuses firmes ont choisi d'autres villes du comté.
La ville est la 3e ville la plus riche du monde par le PIB (derrière Tokyo et New York, mais devant Chicago et Paris).

## Culture

### Musées
- Musée d'Art du comté de Los Angeles, Mid-City Los Angeles
- Musée d'Art contemporain de Los Angeles, Downtown Los Angeles (fondé en 1950)
- Norton Simon Museum, Pasadena (art du XIXe et du début du XXe)
- Norton Simon Museum Pasadena
- J. Paul Getty Museum, Brentwood (Musée sur la Rome antique, la Grèce antique, et l'art de la Renaissance en Europe)
- Geffin Contemporary, Downtown Los Angeles (fondé én 1980)
- Santa Monica Museum of Art, Santa Monica (Art contemporain)
- Bibliothèque Huntington, San Marino
- California Science Center, Los Angeles (autrefois Museum of Science and Industry)
- Museum of Tolerance
- Museum of Jurassic Technology, Culver City
- Long Beach Museum of Art
- Museum of Latin American Art
- Los Angeles Children's Museum
- Musée d'histoire naturelle du comté de Los Angeles
- George C. Page Museum à La Brea Tar Pits
- Museum of the American West (Gene Autry Museum), à Griffith Park
- Southwest Museum

### Divertissement

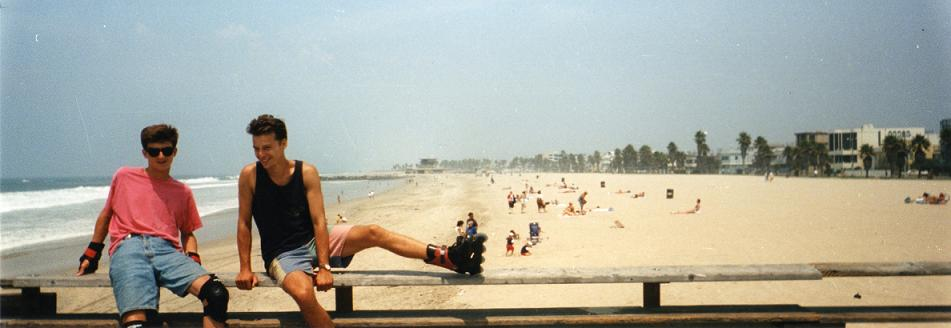
Roller à Venice Beach.

- La Brea Tar Pits
- Griffith Park
- Zoo de Los Angeles
- Staples Center
- Los Angeles Farmers Market
- Observatoire Griffith
- Descanso Gardens
- Huntington Gardens
- Olvera Street
- Exposition Park
- Venice Beach
- Third Street Promenade

## Transport

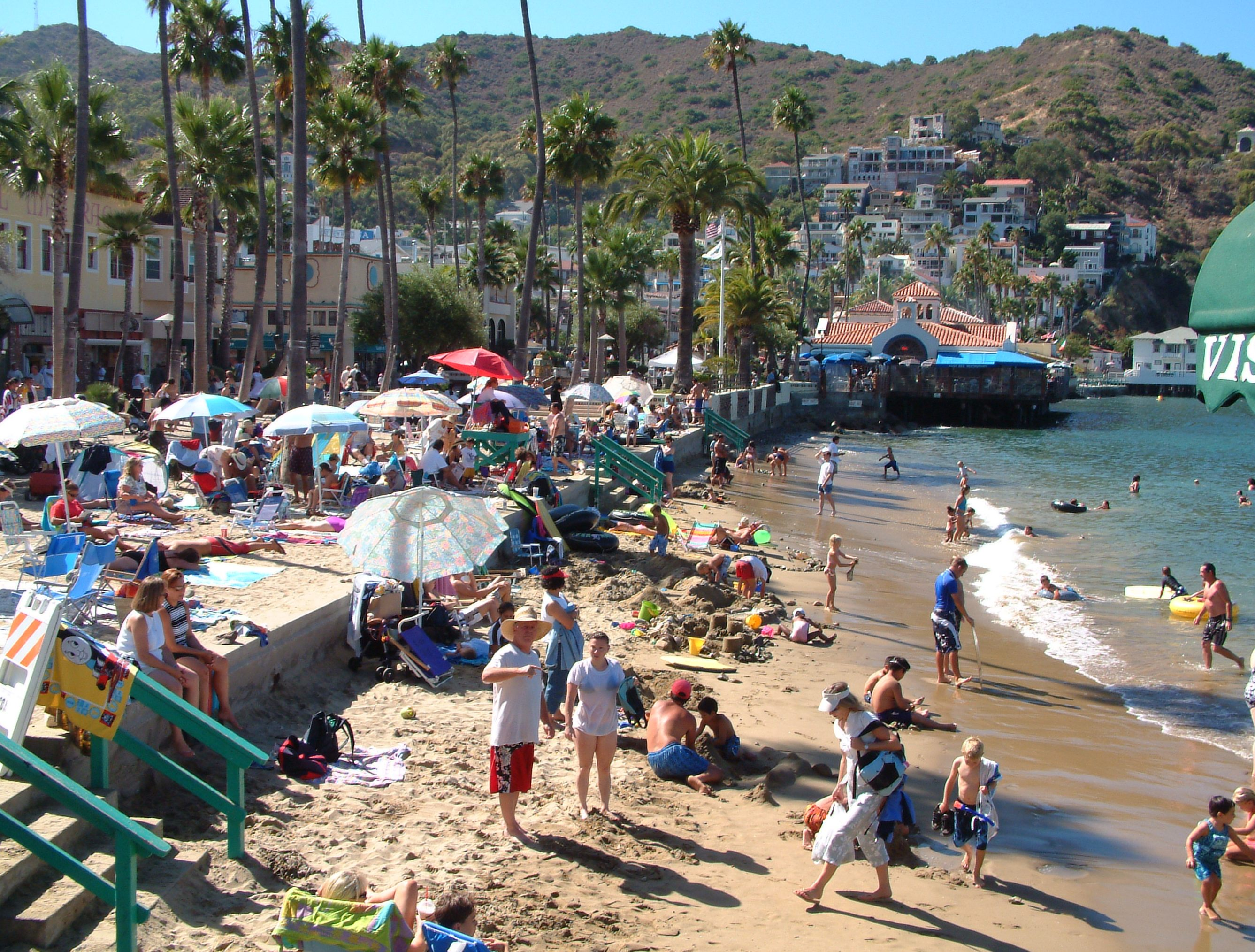
La plage d'Avalon, sur l'île Santa Catalina.

L'aéroport international de Los Angeles est le principal aéroport du comté, qui en compte un grand nombre, dont ceux de Long Beach, Palmdale, Van Nuys, Santa Monica, Compton, Torrance, El Monte, Pacoima, Lancaster et Hawthorne.
Union Station est la gare ferroviaire principale. Des trains Metrolink desservent le Grand Los Angeles et des lignes permettent de rejoindre les autres villes californiennes et les métropoles du reste du pays. La Los Angeles County Metropolitan Transportation Authority gère les transports en commun des régions urbaines du comté.
Les deux principaux ports du comté sont le port de Los Angeles et le port de Long Beach, d'une importance mondiale. Des ferries permettent de rejoindre les villes insulaires comme Avalon.

### Principales autoroutes
Le réseau autoroutier du comté est célèbre dans le monde entier pour son immensité et sa complexité. Il est maintenu par Caltrans et surveillé par la California Highway Patrol. Les autres routes et rues sont surtout maintenues par les municipalités, dont un grand nombre disposent de leurs propres services de transport en commun.
| - Interstate 5 - Interstate 105 - Interstate 405 - Interstate 605 - Interstate 10 - Interstate 110 | - Interstate 210 - Interstate 710 - U.S. Highway 101 - California State Route 1 - California State Route 2 - California State Route 14 | - California State Route 18 - California State Route 19 - California State Route 39 - California State Route 47 - California State Route 57 - California State Route 60 | - California State Route 71 - California State Route 90 - California State Route 91 - California State Route 110 - California State Route 134 - California State Route 138 |